# Orales osmotisches System
Ein orales osmotisches System (auch OROS, osmotic release oral system genannt) ist eine Arzneiform zur langanhaltenden, gleichmäßigen Freisetzung eines Wirkstoffes. Die Freisetzung wird hierbei vom osmotischen Druck kontrolliert.
OROS ist ein geschützter Name der Alza Corporation.

## Aufbau
Beim einfachen OROS wird ein stark osmotisch aktiver Hilfsstoff (z. B. Natriumchlorid oder Mannit) mit dem Wirkstoff vermischt und verpresst. Die entstandene Tablette wird mit einem semipermeablen Film überzogen. Dieser besteht meist aus Ethylenvinylacetat oder Celluloseacetat. Da der Film für den Wirkstoff undurchlässig ist, bohrt ein Laser ein 100 – 250 nm großes Loch in den Film, durch den der Wirkstoff später entweichen kann. Die Freisetzung im Gastrointestinaltrakt erfolgt, indem Wasser durch den osmotischen Druck in das Innere der Tablette strömt, den Wirkstoff löst und durch das Loch nach draußen drückt. Die Freisetzungsgeschwindigkeit kann somit über einen längeren Zeitraum gleich gehalten werden.

### Push-Pull-OROS
Push-Pull-OROS bezeichnet ein Zweikammersystem. Die eine Kammer enthält den Wirkstoff, die andere den osmotisch aktiven Hilfsstoff. Beide Kammern sind durch eine flexible Trennwand getrennt. Wieder ist die komplette Tablette von einem semipermeablen Film überzogen, das Loch muss allerdings auf der Seite sein, auf der sich die Wirkstoffkammer befindet. In der Produktion wird dies dadurch gewährleistet, dass die beiden Tablettenseiten unterschiedlich eingefärbt sind, damit der Laser erkennen kann auf welcher Seite er bohren muss.
Für die Freisetzung muss auch hier Wasser von außen nach innen strömen. Allerdings wird der angelöste Wirkstoff nun durch die Volumenvergrößerung der zweiten Kammer und der somit gewölbten Trennwand nach draußen gedrückt. Mit diesem System wird gewährleistet, dass nur der Wirkstoff und kein Hilfsstoff freigesetzt wird.
Eine Sonderform des Push-Pull-OROS enthält nicht osmotisch aktive Hilfsstoffe in der zweiten Kammer, sondern quellbare Stoffe, meist Polyethylenglycol (z. B. PEG 200.000). Diese zeigen durch Wassereinlagerungen ebenfalls eine Volumenvergrößerung. Es sind auch Mischungen aus quellbaren und osmotisch aktiven Hilfsstoffen möglich.

### Liquid-OROS
Liquid-OROS (kurz L-OROS) ist ebenfalls ein Zweikammernsystem. Hier liegt der Wirkstoff allerdings in einem nichtwässrigen Lösungsmittel gelöst vor. Damit die Wirkstofflösung nicht schon vor der Einnahme freigesetzt wird, muss die Tablette zusätzlich mit einem wasserlöslichen Film überzogen werden.
Alle Formen von OROS behalten bei der Passage des Magen-Darm-Traktes ihre äußere Form bei und werden unverdaut ausgeschieden.

## Probleme
Probleme gibt es vor allem bei der Wahl des richtigen Hilfsstoffes. Dieser muss einen hohen osmotischen Druck erzeugen und diesen während der gesamten Freisetzung aufrechterhalten.
Auch die Gefahren von vermeintlich harmlosen Hilfsstoffen wurden zu Beginn nicht erkannt. So wurden mehrere Komplikationen mit Kaliumchlorid beobachtet. Trifft dieser in gesättigter Lösung punktuell auf die Magenwand, wie es bei OROS vorkommen kann, kann es zur Perforation und infolgedessen zum Tod kommen. Daher findet man heutzutage meist Natriumchlorid oder Mannit als Hilfsstoffe.

## Beispiele
Anwendungsbeispiele von OROS sind die Retardtabletten Jurnista und Concerta von der Janssen-Cilag-GmbH. Erstere enthält Hydromorphonhydrochlorid als Schmerzmittel. Das zweite Präparat ist zur Behandlung von ADHS mit dem Wirkstoff Methylphenidathydrochlorid im Handel.